# Ashraf Kasem
Ashraf Kasem (en árabe: أشرف قاسم‎; Egipto, 25 de julio de 1966) es un exfutbolista y entrenador de fútbol de Egipto que jugaba en la posición de defensa. Actualmente es el entrenador del Al-Hussein Irbid de Jordania.

## Carrera

### Club
| Periodo   | Club                   |
| --------- | ---------------------- |
| 1984-1993 | Zamalek SC             |
| 1993–1994 | → Al-Hilal FC (cedido) |
| 1994–1997 | Zamalek SC             |

### Selección nacional
Jugó para Egipto en 74 ocasiones de 1984 a 1994 y anotó tres goles; participó en la Copa Mundial de Fútbol de 1990, los Juegos Panafricanos de 1987 y en cuatro ediciones de la Copa Africana de Naciones.

### Entrenador
| Periodo   | Club                     |
| --------- | ------------------------ |
| 2006–2007 | El-Olympi                |
| 2007–2008 | El Shams SC              |
| 2008–2009 | Tanta FC                 |
| 2009–2010 | El Mansoura SC           |
| 2012–2013 | Telephonat Beni Sweif SC |
| 2013      | Sur Club                 |
| 2014      | Ghazl El Mahalla SC      |
| 2016–2017 | El Dakhleya SC           |
| 2019–     | Al-Hussein Irbid         |

## Logros

### Club
- Primera División de Egipto (3): 1987–88, 1991–92, 1992–93
- Copa de Egipto (1): 1987-88
- Copa Africana de Clubes Campeones (3): 1984, 1986, 1996
- Supercopa de la CAF (1): 1997
- Copa Afro-Asiática (1): 1987

### Selección nacional
- Copa Africana de Naciones (1): 1986
- Juegos Panafricanos (1): 1987

### Individual
- Futbolista egipcio del año en 1992 y 1993
- Futbolista árabe del año en 1994